# Foros Spur
Der Foros Spur (englisch; bulgarisch рид Форос rid Foros) ist ein 7,5 km langer, 5,7 km breiter, bis zu 1150 m hoher und felsiger Gebirgskamm im westantarktischen Ellsworthland. Auf der Ostseite der nördlichen Sentinel Range im Ellsworthgebirge bildet er 12,96 km östlich des Mount Warren, 9,68 km südöstlich des Branishte Peak und 11,3 km nordöstlich des Mount Lanning den südöstlichen Ausläufer der Gromshin Heights. Der Rutford-Eisstrom liegt östlich und der untere Abschnitt des Witscha-Gletschers westlich von ihm.
US-amerikanische Wissenschaftler kartierten ihn 1961. Die bulgarische Kommission für Antarktische Geographische Namen benannte ihn 2014 nach einer Landspitze an der bulgarischen Schwarzmeerküste.